# Épsilon Coronae Australis

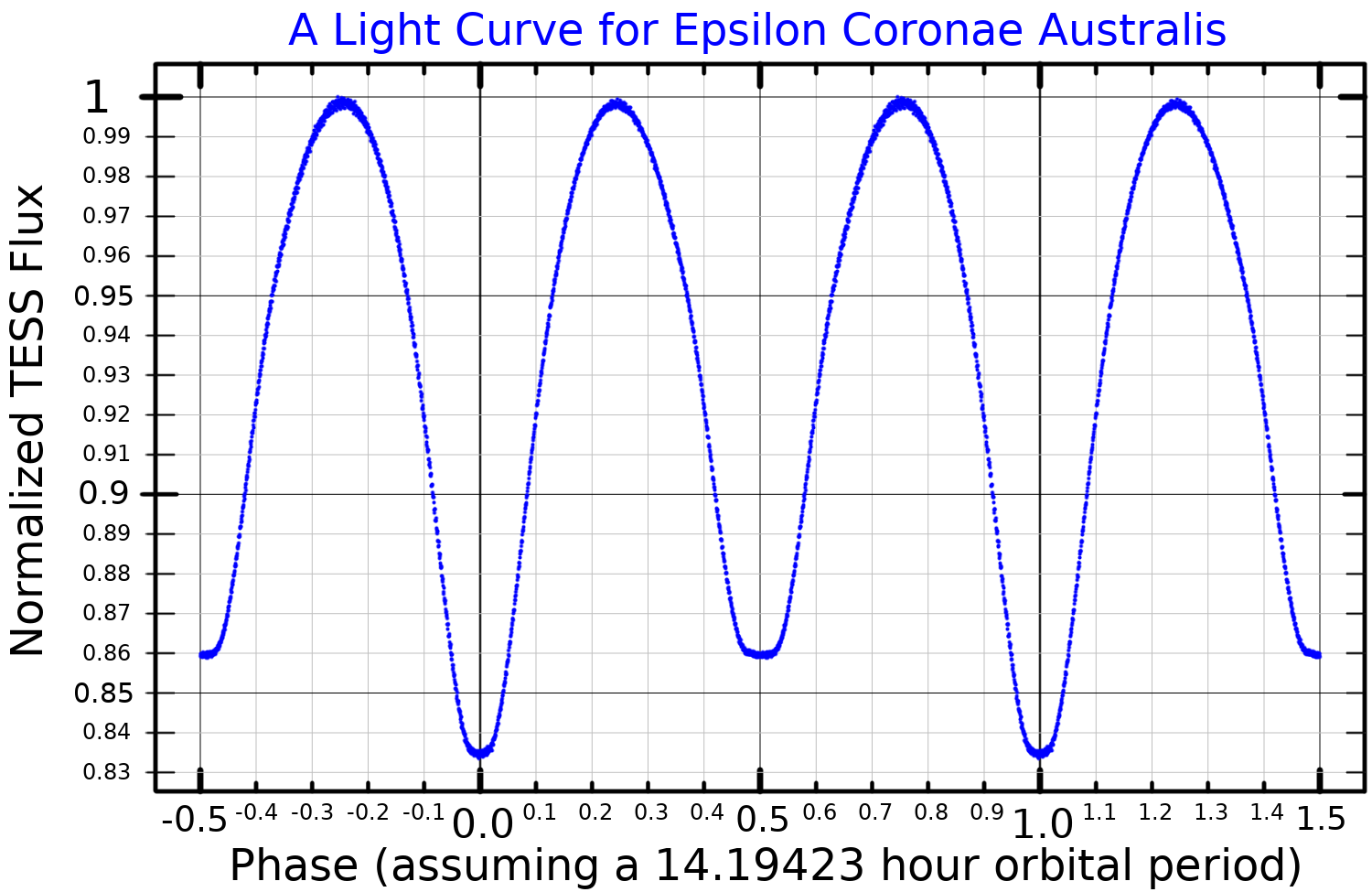
Curva de luz de Épsilon Coronae Australis

Épsilon Coronae Australis (ε CrA / HD 175813 / HR 7152) es una estrella de magnitud aparente +4,83 en la constelación de Corona Austral. Se encuentra a 98 años luz de distancia del sistema solar.
Épsilon Coronae Australis es una estrella binaria, pero cuyas componentes están tan cerca la una de la otra que existe transferencia de masa entre ellas, denominándose a estas estrellas binarias de contacto. Como casi todas ellas, es una variable eclipsante del tipo W Ursae Majoris, cuyo brillo varía 0,25 magnitudes en un período de 7 horas, de acuerdo a dos eclipses muy similares que tienen lugar durante su período orbital de 0,5914 días.
Separadas apenas 0,017 UA, las dos componentes del sistema tienen radios de 2,2 y 0,85 radios solares y masas de 1,72 y 0,22 masas solares. La relación entre la masas de ambas estrellas es una de los menores para este tipo de variables. A pesar de esta diferencia de masas, la temperatura de las dos estrellas es similar —unos 7000 K—, ya que la estrella más masiva suministra energía a la otra. Las estrellas giran tan rápido que generan una gran actividad magnética, mostrando manchas oscuras en su superficie, que al entrar y salir del campo de visión contribuyen a la variación en su brillo.